# Uptown Girls
Uptown Girls (titulada Pequeñas grandes amigas en Hispanoamérica, Chicas de la ciudad en Argentina y Niñera a la fuerza en España) es una película de comedia dramática estadounidense de 2003 dirigida por Boaz Yakin, a partir de un guion de Julia Dahl, Mo Ogrodnik y Lisa Davidowitz adaptado de la historia de Allison Jacobs. Está protagonizada por Brittany Murphy como una joven de 22 años que vive una vida encantada como la hija de un famoso músico de rock and roll. Dakota Fanning, Heather Locklear, Marley Shelton, Donald Faison y Jesse Spencer también aparecen en la película. 

## Trama
| «Cada historia tiene un final, pero en la vida, cada final es un nuevo comienzo»—Ray Schleine durante la escena final de la cinta. |

Molly Gunn es una joven amante de la diversión y de espíritu libre que vive del amplio fondo fiduciario de su difunto padre, la leyenda del rock, Tommy Gunn. Molly se enamora del cantante Neal Fox cuando toca en su fiesta de cumpleaños organizada por sus mejores amigos, Huey e Ingrid. Comparten una noche de pasión, pero él se va por la mañana diciendo que no puede quedarse en la vida de Molly. Sumado a su desgracia, descubre que el contador de su padre malversó todo su dinero, dejándola sin un centavo y sin hogar. Se muda con Ingrid, quien le dice que para quedarse con ella, debe encontrar un trabajo.
Molly comienza a trabajar como niñera para una chica hipocondríaca de ocho años llamada Lorraine «Ray» Schleine, hija de Roma Schleine, una ejecutiva musical que está demasiado ocupada para notar a Ray. El padre de Ray está en coma y una enfermera privada lo trata en casa, lo que hace que Ray reprima sus emociones para mantener el orden. Aunque le gusta el ballet, se niega al estilo libre y, a menudo, cita a Mijaíl Barýshnikov: «Los fundamentos son los componentes básicos de la diversión». Molly intenta mostrarle cómo divertirse, lo que al principio causa mucho conflicto entre ellos, pero finalmente Ray se abre para dejar entrar a Molly.
Molly continúa persiguiendo a Neal y se aferra a su chaqueta de la suerte con la esperanza de volver a verlo. Después de un accidente en una repostería, Molly provoca un incendio que daña la chaqueta de Neal. Ella lo rediseña para reparar el daño, pero Neal rompe con Molly cuando lo ve, insistiendo en que tiene que concentrarse en su carrera musical y que no tiene tiempo para sus frivolidades. Poco después, consigue un contrato discográfico con Roma y tiene un exitoso video musical con una canción que Molly lo inspiró a escribir, todo mientras usaba la chaqueta que hizo Molly. Disgustada, Molly acepta las sugerencias de Ingrid de vender sus posesiones para poder demostrar que está creciendo y mejorando. Sin embargo, después de una pelea, Ingrid echa a Molly y ella se va a vivir con Huey. Una noche, después de pelear y sentirse herida por Neal nuevamente, Molly pasa la noche con Ray después de sentirse sola en el departamento de Huey y encuentra a Neal una mañana, habiéndose acostado con Roma.
La incipiente amistad entre Molly y Ray continúa desarrollándose cuando Molly lleva a Ray a Coney Island y le explica que cuando sus padres murieron, se escapó a Coney Island y montó las tazas de té. Ella alienta a Ray a hablar con su padre en coma y le promete que lo ayudará a mejorar. Sin embargo, el padre de Ray muere al día siguiente y Ray le dice a Roma que despida a Molly. En la oficina de Roma, Molly llama a Roma por nunca prestar atención a su hija. Cuando se va, Molly se encuentra con Neal, quien le ruega una reconciliación ya que ella fue toda su inspiración. Molly lo rechaza y lo reprende por preocuparse por ella solo cuando le conviene. Ray se escapa de casa y Roma le ruega a Molly que la encuentre. Molly encuentra a Ray en Coney Island, montado en las tazas de té. A pesar de estar furiosa con Molly por aumentar sus esperanzas, se derrumba en los brazos de Molly, llora y finalmente acepta su dolor.
Molly, que decide hacerse cargo de su propia vida, sigue el consejo de Ray de subastar la colección de guitarras de su difunto padre a un comprador desconocido; esto le permite pagar su propio lugar. En el velorio del padre de Ray, Molly conoce a otros músicos que le piden que les diseñe la ropa después de ver la chaqueta de Neal en su video. Ella e Ingrid también hacen las paces y Molly encuentra a Ray para disculparse también. Ella promete seguir siendo amiga de Ray y se inscribe en la escuela de diseño después de darse cuenta de su talento para la moda.
Molly llega tarde al recital de Ray y se complace en ver que Ray lleva puesto el tutú que Molly le diseñó antes. Se sorprende cuando Ray baila estilo libre con Neal cantando «Molly Smiles», una canción escrita para ella por su padre cuando era pequeña. Toca con la guitarra acústica de Tommy Gunn, mientras que las bailarinas restantes bailan con las otras guitarras de la colección de su padre, revelando que él era el comprador anónimo.

## Reparto
| - Brittany Murphy como Molly Gunn - Dakota Fanning como Lorraine «Ray» Schleine - Marley Shelton como Ingrid - Donald Faison como Huey - Jesse Spencer como Neal Fox | - Austin Pendleton como Mr. McConkey - Heather Locklear como Roma Schleine - Pell James como Julie - Wynter Kullman como Holly - Amy Korb como Kelli |

## Recepción
La película se estrenó en el número cinco en la taquilla de Estados Unidos, recaudando 11 277 367 dólares estadounidenses en su primer fin de semana.
Uptown Girls fue criticada por los críticos, y Rotten Tomatoes le otorgó una calificación del 13 % basada en 112 reseñas con el consenso: «Con dos personajes principales desagradables y un guión desigual, Uptown Girls no logra encantar». Una crítica positiva provino de Roger Ebert, quien otorgó a la película tres estrellas de cuatro y comparó a Murphy con Lucille Ball. Luego de la muerte de Brittany Murphy a la edad de 32 años el 20 de diciembre de 2009, Dakota Fanning, a la edad de 15 años, declaró que apreciaba el tiempo que pasaron juntas mientras trabajaban en la película y que estaba «muy agradecida de que [ella] tuviera la oportunidad de trabajar con [Murphy]».

## Formato casero
Uptown Girls se lanzó en VHS y DVD en la Región 1 el 6 de enero de 2004.